# Frédéric Bruynseels
Frédéric-Albert Gustave Bruynseels (ur. 13 lipca 1888 w Antwerpii, zm. 10 października 1959) – belgijski żeglarz, olimpijczyk, zdobywca złotego medalu w regatach na letnich igrzyskach olimpijskich w 1920 roku w Antwerpii.
Na Letnich Igrzyskach Olimpijskich 1920 zdobył złoto w żeglarskiej klasie 6 metrów (formuła 1907). Załogę jachtu Edelweiß tworzyli również Émile Cornellie i Florimond Cornellie.